# Bénitier de Hillion

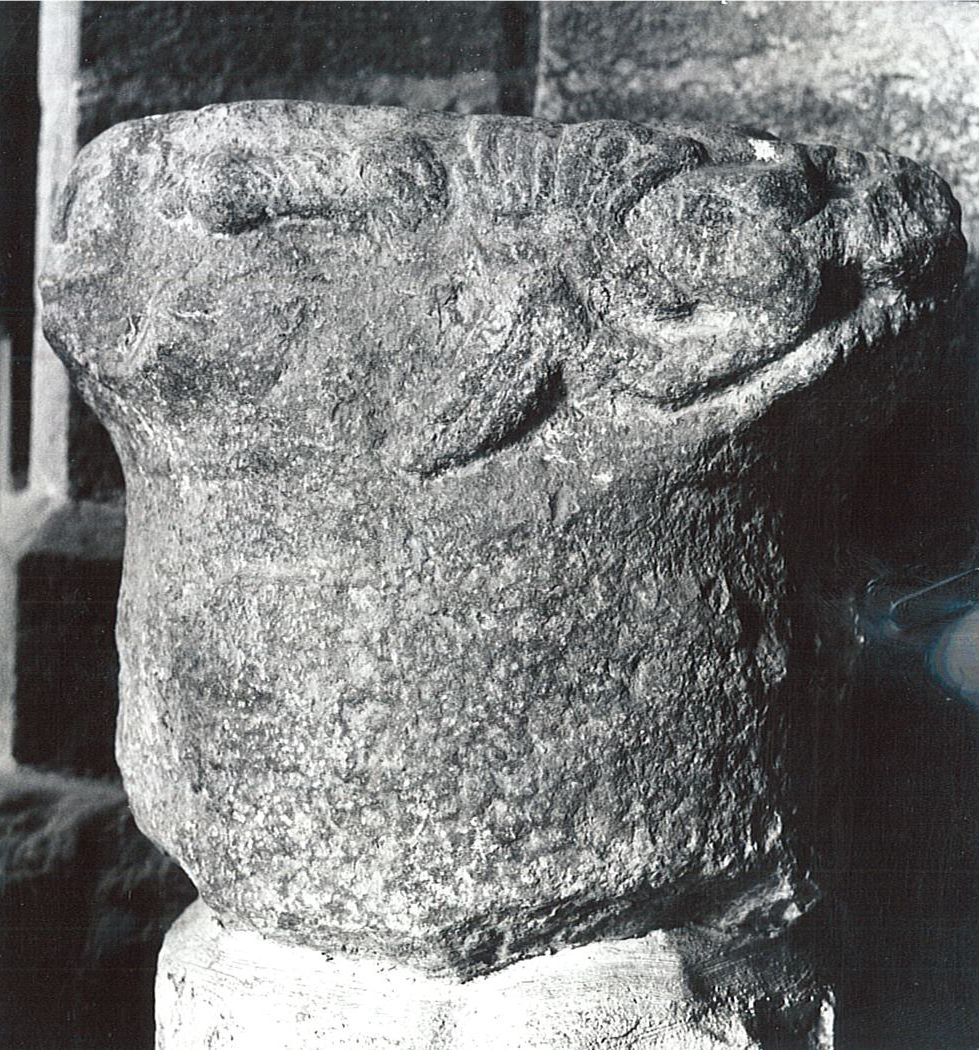
Bénitier de Hillion

Le bénitier de l'église Saint-Jean-Baptiste à Hillion, une commune du département des Côtes-d'Armor dans la région Bretagne en France, date de la deuxième moitié du XVe siècle (?). Le bénitier en granite est inscrit monument historique au titre d'objet depuis le 22 mars 1974.
Ce bénitier roman provient de la chapelle de Bonabry. On y discerne un monstre marin engloutissant un personnage qui pourraient être la baleine et Jonas, symbole de la Résurrection.